# Innoryżak zmyślny
Innoryżak zmyślny (Euryoryzomys legatus) – gatunek ssaka z podrodziny bawełniaków (Sigmodontinae) w obrębie rodziny chomikowatych (Cricetidae), występujący w Ameryce Południowej.

## Zasięg występowania
Innoryżak zmyślny występuje w południowo-środkowej Boliwii (departamenty Chuquisaca, Santa Cruz i Tarija) oraz w północno-zachodniej Argentynie (prowincje Jujuy i Salta).

## Taksonomia
Gatunek po raz pierwszy zgodnie z zasadami nazewnictwa binominalnego opisał w 1925 roku brytyjski zoolog Oldfield Thomas nadając mu nazwę Oryzomys legatus. Holotyp pochodził z Carapari, na wysokości 1000 m n.p.m., w departamencie Tarija, w Boliwii. 
W 2006 roku dokonano rewizji podziału systematycznego, wyłączając z rodzaju Oryzomys niespokrewnione bliżej gryzonie i tworząc m.in. rodzaj Euryoryzomys. Autorzy Illustrated Checklist of the Mammals of the World uznają ten takson za gatunek monotypowy.

### Etymologia
- Euryoryzomys: gr. ευρυς eurus „szeroki”; rodzaj Oryzomys S.F. Baird, 1857 (ryżniak)[7].
- legatus: łac. legatus „gubernator”, od legare „mianować”, od lex, legis „prawo, zasada”[8].

## Morfologia
Długość ciała (bez ogona) 123–155 mm, długość ogona 134–162 mm, długość tylnej stopy 31–35 mm; brak szczegółowych danych dotyczących masy ciała. 

## Biologia
Innoryżak zmyślny jest spotykany od 500 do 2100 m n.p.m. Żyje na wschodnich stokach  Andów na obszarach pierwotnego subtropikalnego lasu deszczowego, nie wiadomo, czy występuje w przekształconym środowisku. Prowadzi naziemny tryb życia.

## Populacja
Jakkolwiek gatunek jako całość nie jest zagrożony wyginięciem, liczne populacje innoryżaka zmyślnego są zagrożone przez działalnością ludzką, szczególnie wylesianie na potrzeby rolnictwa, szczególnie w Argentynie. Liczebność gatunku maleje, ale jest on dosyć pospolity. Żyje w rezerwacie Tariquía w Boliwii i dwóch obszarach chronionych w Argentynie. Jest uznawany za gatunek najmniejszej troski.